# Ingrid Oonincx
Ingrid Oonincx (Baarle-Nassau, 31 mei 1968) is een Nederlands thrillerschrijfster.

## Biografie
Oonincx studeerde journalistiek. Naast auteur is zij communicatieadviseur en persvoorlichter.
In 2010 stuurde ze haar debuutroman Nickname in voor een schrijfwedstrijd en won de eerste prijs. Hieropvolgend werd haar een contract bij uitgeverij The House of Books aangeboden. Nickname ontving een nominatie voor de Schaduwprijs voor het beste Nederlandstalige thrillerdebuut 2011 en de Crimezone Award voor de beste Nederlandstalige thriller in 2010. In oktober 2011 verscheen haar tweede boek Botsing, een psychologische thriller. In oktober 2013 kwam haar derde thriller Sluipweg uit. In 2016 volgde de thriller Medicijn en in juni 2018 verscheen de thriller Pretty Boy bij haar nieuwe uitgeverij De Crime Compagnie. In 2021 verscheen bij dezelfde uitgever de thriller Verdwenen, in 2023 gevolgd door de thriller Wakker.
Van 2015 tot 2017 schreef Oonincx elke donderdag een column in het Brabants Dagblad. Haar columns gingen over actuele regionale onderwerpen.
Oonincx is lid van schrijverscollectief Moordwijven samen met thrillerauteurs Isa Maron, Marlen Visser, Anya Niewierra en Liesbeth van Kempen. Met de moordwijven schrijft ze onder andere korte verhalen voor tijdschriften. In 2023 begon Oonincx samen met Marlen Visser en Isa Maron aan het schrijven van De Prooi, een wekelijkse vervolgthriller op Margriet.nl.

## Prijzen en nominaties
- Nickname, nominatie voor beste Nederlandstalige thriller, Crimezone Award (2010)
- Nickname, nominatie voor beste Nederlandstalige debuut, Schaduwprijs (2011)
- Verdwenen, longlist Hebban Thrillerprijs (2022)
- Verdwenen, nominatie shortlist voor de beste thriller, MAX Zilveren Vleermuis (2021)